# Żelazo rodzime
Żelazo rodzime – minerał z gromady pierwiastków rodzimych. Minerał bardzo rzadki.

## Właściwości
Minerał nieprzezroczysty, kowalny, ciągliwy. Wykazuje silne właściwości magnetyczne. Zazwyczaj zawiera niewielkie domieszki niklu, czasem kobaltu, miedzi, manganu, siarki, węgla. Tworzy skupienia ziarniste, zbite, wyjątkowo tworzy niewielkie kryształy o postaci sześcianu lub ośmiościanu.

## Występowanie
W skałach magmowych, najczęściej w bazaltach oraz w meteorytach (np. meteoryt Canyon Diablo z krateru Barringera w Arizonie w USA), również w skałach osadowych.
Miejsca występowania: Na wyspie Disko u wybrzeży Grenlandii (w bazaltach; znajdowano rodzimki o wadze nawet do 20 ton), Missouri, Clinton County (USA; skały osadowe karbonu), Nowy Brunszwik (Kanada; łupki), Hesja (Niemcy). Największy znany kawałek żelaza rodzimego o wadze 60 ton znajduje się w Namibii, jest to meteoryt Hoba.

## Zastosowanie
Ze względu na rzadkość występowania, żelazo rodzime nie ma praktycznego zastosowania. Używa się go głównie jako rdzeni elektromagnesów (pętla histerezy jest tym węższa im żelazo jest czystsze). Ma bardzo duże znaczenie naukowe i kolekcjonerskie (wartość handlowa przekracza niekiedy wartość takich samych wagowo samorodków srebra).